# Bombe flash

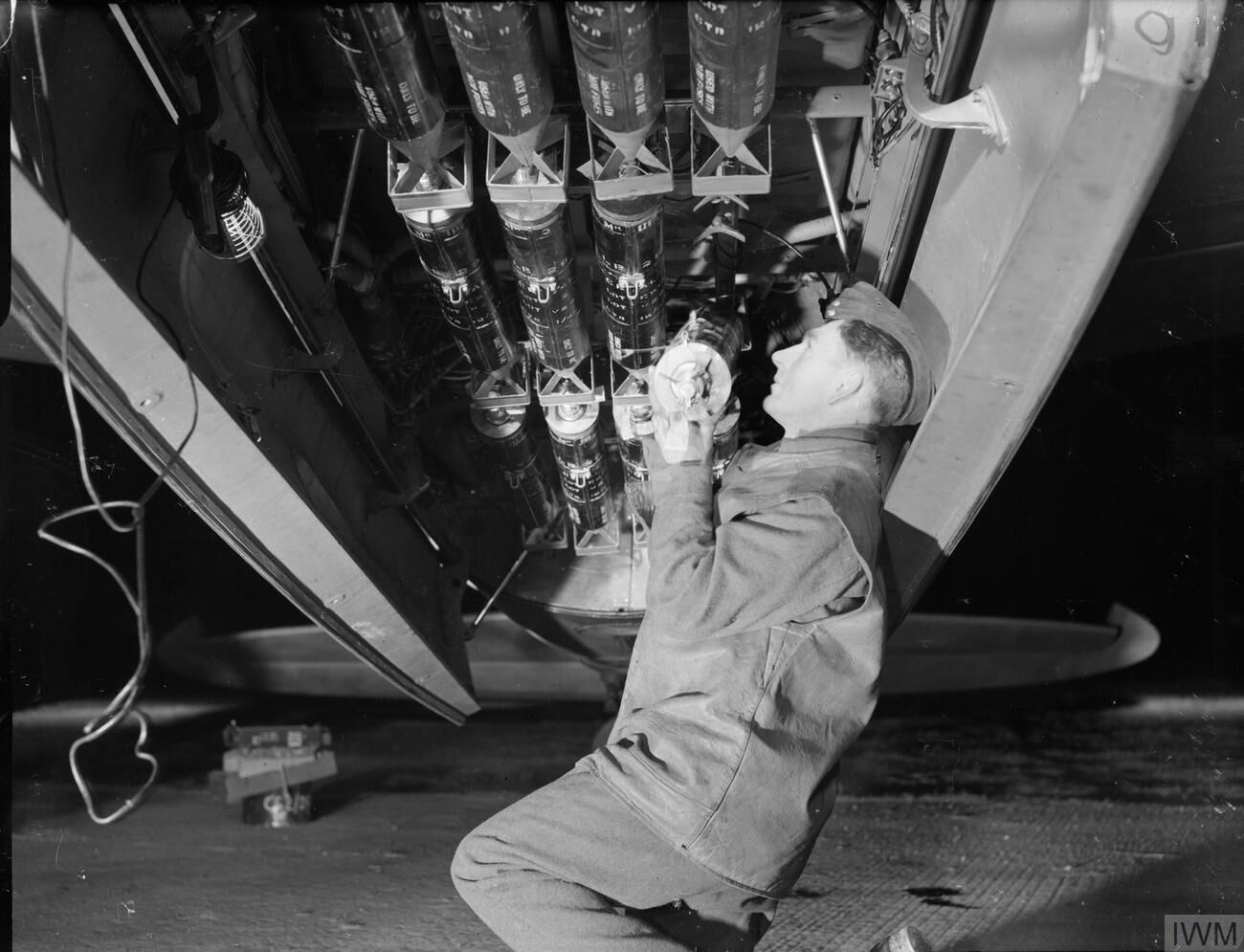
Bombe flash chargées dans un De Havilland DH.98 Mosquito, 1944

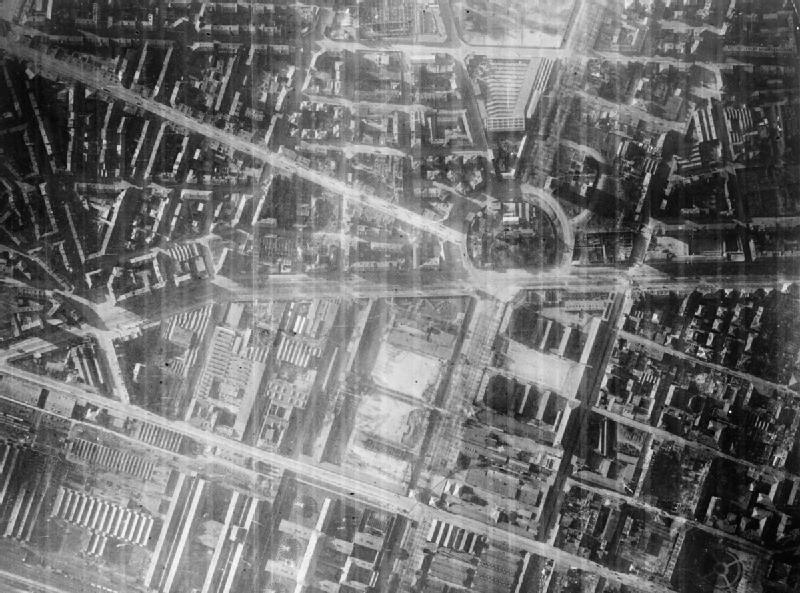
Photo aérienne de Turin prise à l'aide d'une bombe flash pendant la seconde guerre mondiale.

Une bombe flash est un type de munition utilisée historiquement en soutien des avions de reconnaissance pour les missions nocturnes. Lâchées par l'avion de reconnaissance lui-même ou par un autre appareil, elles détonent au-dessus du sol et fournissent une lumière intense, qui permet de photographier l'objectif.

## Construction
Les bombe flash utilisent une charge de poudre flash (un explosif plus souvent rencontré dans le monde des feux d'artifice que chez les militaires) contenue en général dans un tube en carton fermé par deux extrémités métalliques. Un fil reste attaché à l'avion, et, lorsque la bombe est largée, déclenche par friction une fusée de retardement. La bombe détone quelques secondes secondes plus tard, et éclaire la zone pendant environ cinquième de seconde. Les appareils photographiques utilisés en liaison avec des bombes blash sont équipées d'un détecteur de luminosité, ce qui permet de les synchroniser  : l'ouverture du diaphragme se fait automatiquement à l'explosion de l'engin.

## Modèles américains
Selon un manuel de l'USAf.  : 
- M23A1, charge de 4.8 kg, produit 125 millions de candelas
- M120, un modèle beaucoup plus lourd (80 kg), éclaire une zone de 65 km².